# Monarda bartlettii
Monarda bartlettii es una especie de planta de la familia Lamiaceae. El nombre del género Monarda es en honor al médico y botánico Nicolás Monardes; y el epíteto en honor al bioquímico y botánico estadounidense Harley Harris Bartlett.

## Clasificación y descripción
Plantas erectas de unos 60 a 80 cm de alto. Tallo ramificado en las partes superiores, densamente hirsuto con pelos patentes de 1 a 2 mm de largo. Hojas de 45 a 80 mm de largo, de 18 a 40 mm de ancho, la parte más ancha cerca de la base; ápice de la hoja acuminado; base de la hoja redondeada; limbos de las hojas finamente hirsutos con pelos delgados en el haz, el envés densamente hirsuto con pelos delgados de 1 a 2 mm de largo; pecíolos de 1 a 2 mm de largo. Brácteas que sostienen los glomérulos coloreadas de rojo. Corola con pelos delgados de 1 a 1,5 mm de largo. Estambres glabros, de 19 a 23 mm de largo; sacos antéricos de 1,3 a 1,9 mm de largo; estilos de 40 a 48 mm de largo. Corola de color rojo.

## Distribución
México: La Begonia, cerca de San José, Tamaulipas.

## Hábitat
Residen en lugares arenosos, secos y abiertos.